# Actif économique
Cet article concerne l'actif économique en finance. Pour le sens comptable, voir Actif (comptabilité).
En finance, l'actif économique de l'entreprise est la somme de ses actifs immobilisés et de son besoin en fonds de roulement (d'exploitation et hors exploitation). C'est ce dont elle a besoin pour fonctionner.